# Haskell County (Texas)
Haskell County je okres ve státě Texas v USA. K roku 2010 zde žilo 5 899 obyvatel. Správním městem okresu je Haskell. Celková rozloha okresu činí 2 357 km².